# Radio Contemporánea
Radio Contemporanea es una estación radial chilena ubicada en el 97.5 MHz del dial FM en el Valle del Aconcagua, en la Región de Valparaíso, Chile.
Esta radio está orientada a un público adulto joven, con una propuesta transversal que destaca los mejores clásicos de la música rock y pop internacional de las últimas décadas. 
Sus estaciones hermanas son Radio Carnaval y FM de los Recuerdos.

## Programas
- La Era del Long Play
- Mundo Contemporáneo
- Club Contemporánea

## Frecuencias anteriores
- 93.1 MHz (Ovalle); hoy Radio Estación FM, no tiene relación con Holding Carnaval.
- 100.7 MHz (La Ligua/Papudo); hoy Radio Carnaval.
- 88.9 MHz (Gran Valparaíso); hoy Estilo FM, no tiene relación con Holding Carnaval y 106.7 MHz; disponible sólo para radios comunitarias.
- 93.3 MHz (Curicó); hoy Radio Caramelo, no tiene relación con Holding Carnaval
- 94.1 MHz (Mendoza-Argentina); hoy Radio La Red, no tiene relación con Holding Carnaval.